# Hurdy Gurdy Man
〈Hurdy Gurdy Man〉은 스코틀랜드의 음악가 도노반이 부른 노래다. 1968년 4월에 녹음되어 그 다음 달에 싱글로 발매되었다. 이 곡은 그 해 10월에 미국에서 발매된 《The Hurdy Gurdy Man》이라는 음반에 이름을 붙였다. 이 싱글은 미국에서 빌보드 핫 100에서 5위에 올랐고 영국 싱글 차트에서 4위에 올랐다.
도노반은 〈Hurdy Gurdy Man〉을 썼고, 인도의 리시케시에서 비틀즈와 함께 초월명상을 공부하고 있었다. 이 녹음은 도노반의 일반적인 특징보다 강력한 록 사운드를 특징으로 하며, 다양한 변형 기타와 공격적인 드럼을 제공한다. 이것은 또한 가사를 쓰는데 도움을 준 조지 해리슨으로부터 도노반에게 받은 선물인 탐부라를 사용하는 인도의 영향을 특징으로 한다.